# Castello di Villimpenta
Il castello di Villimpenta è una struttura militare sorta probabilmente nell'XI secolo.

## Storia e descrizione
Sorse nell'XI secolo come monastero fortificato dipendente dai frati del convento di San Zeno di Verona, ai quali l'imperatore Berengario I donò una vasta area. Il castello venne ristrutturato e potenziato dagli Scaligeri agli inizi del XIV secolo, divenendo di loro proprietà e divenendo importante caposaldo del loro sistema difensivo, che si estendeva dal Mincio al Po. Il fiume Tione, che scorre a fianco, veniva utilizzato a difesa del maniero.
Nel 1391 il castello venne acquistato da Francesco I Gonzaga, signore di Mantova, che ne esaltò la struttura a difesa del suo stato da est.
Tra il 1478 e il 1484, il castello fu ristrutturato sotto la supervisione di Luca Fancelli.
Dell'antico edificio con merlatura guelfa si conservano ancora oggi due torri, le mura e il mastio alto 35 metri. 